# Huje
Huje je naselje v Občini Ilirska Bistrica.